# Liste von Terroranschlägen im Jahr 1983
Die Liste von Terroranschlägen im Jahr 1983 enthält eine unvollständige Auswahl von Terroranschlägen, die im Jahr 1983 passierten. Attentate werden gesondert in der Liste bekannter Attentate behandelt. Die Liste von Sprengstoffanschlägen listet auch nichtterroristische Anschläge. Die Liste von Flugzeugentführungen enthält eine Liste mit meist terroristischem Hintergrund. Im Artikel Rechtsterrorismus werden weitere terroristische Anschläge aufgezählt.

## Erläuterung
In der Spalte Politische Ausrichtung ist die politische bzw. weltanschauliche Einordnung der Täter angegeben: faschistisch, rassistisch, nationalistisch, nationalsozialistisch, sozialistisch, kommunistisch, antiimperialistisch, islamistisch (schiitisch, sunnitisch, deobandisch, salafistisch, wahhabitisch), hinduistisch. Bei vorrangig auf staatliche Unabhängigkeit oder Autonomie zielender Ausrichtung ist autonomistisch vorangestellt, gefolgt von der Region oder der Volksgruppe und ggf. weiteren Merkmalen der Täter: armenisch, irisch (katholisch), kurdisch, tirolisch, tschetschenisch, dagestanisch, punjabisch (sikhistisch), palästinensisch.
Die Opferzahlen der Anschläge werden farbig dargestellt:

Die Zahl bei den Anschlägen getöteter/verletzter Täter ist in Klammern ( ) gesetzt.

## Januar
| Datum/Beginn    | Betroffenes Land | Anschlag                                           | Täter                                                          | Politische Ausrichtung              | Mittel                                  | Ziel                    | Tote   | Verletzte | Hintergrund                   |
| --------------- | ---------------- | -------------------------------------------------- | -------------------------------------------------------------- | ----------------------------------- | --------------------------------------- | ----------------------- | ------ | --------- | ----------------------------- |
| 07. Januar 1983 | Libanon          | Anschlag in Libanonberg                            | Palästinensische Extremisten                                   |                                     | Automatische Schusswaffe(n), Bazooka(s) | Israelischer Militärbus | 0 (+1) | 21        | Libanesischer Bürgerkrieg     |
| 17. Januar 1983 | El Salvador      | Anschlag in San Salvador                           | FMLN                                                           | marxistisch-leninistisch            | Automatische Schusswaffe(n)             | Militäreinheit          | 30     | 0         | Salvadorianischer Bürgerkrieg |
| 20. Januar 1983 | Peru             | Anschlag in Ayacucho                               | Leuchtender Pfad                                               | marxistisch-leninistisch-maoistisch | Automatische Schusswaffe(n)             | Dorf                    | 20     | 7         | Bewaffneter Konflikt in Peru  |
| 25. Januar 1983 | Nicaragua        | Anschlag in Región Autónoma de la Costa Caribe Sur | Contras                                                        |                                     | Automatische Schusswaffe(n)             | Militäreinheit          | 25     | 0         | Contra-Krieg                  |
| 27. Januar 1983 | Nicaragua        | Anschlag in Región Autónoma de la Costa Caribe Sur | Contras                                                        |                                     | Automatische Schusswaffe(n)             | Militäreinheit          | 75     | 0         | Contra-Krieg                  |
| 28. Januar 1983 | Libanon          | Anschlag in Chtoura                                | vermutlich Front for the Liberation of Lebanon from Foreigners |                                     | Autobombe                               | Gebäude                 | 12     | 20        | Libanesischer Bürgerkrieg     |
| 31. Januar 1983 | El Salvador      | Anschlag in Usulután                               | FMLN                                                           | marxistisch-leninistisch            | Automatische Schusswaffe(n)             | Stadt                   | 60     | 0         | Salvadorianischer Bürgerkrieg |
| 31. Januar 1983 | Uganda           | Anschlag in der Zentralregion                      | Anti-Regierungs-Guerillas                                      | regierungsfeindlich                 |                                         | Bus                     | 100    | 0         |                               |

## Februar
| Datum/Beginn     | Betroffenes Land | Anschlag                                             | Täter            | Politische Ausrichtung                                                        | Mittel                                    | Ziel                      | Tote | Verletzte | Hintergrund                   |
| ---------------- | ---------------- | ---------------------------------------------------- | ---------------- | ----------------------------------------------------------------------------- | ----------------------------------------- | ------------------------- | ---- | --------- | ----------------------------- |
| 05. Februar 1983 | Libanon          | Anschlag in Beirut                                   |                  |                                                                               | Autobombe                                 | PLO-Forschungszentrum     | 22   | 136       | Libanesischer Bürgerkrieg     |
| 08. Februar 1983 | Guatemala        | Anschlag in Quiché                                   |                  |                                                                               | Automatische Schusswaffe(n)               | Militäreinheit            | 25   | 0         | Guatemaltekischer Bürgerkrieg |
| 12. Februar 1983 | El Salvador      | Anschlag in San Salvador                             | FMLN             | marxistisch-leninistisch                                                      | Automatische Schusswaffe(n)               | Militär-Lkw, Soldaten     | 20   | 50        | Salvadorianischer Bürgerkrieg |
| 12. Februar 1983 | El Salvador      | Anschlag in Suchitoto                                | FMLN             | marxistisch-leninistisch                                                      | Automatische Schusswaffe(n)               | Militäreinheit            | 37   | 40        | Salvadorianischer Bürgerkrieg |
| 13. Februar 1983 | Angola           | Anschlag in Cuanza Sul                               | UNITA            | konservativ, angolanisch-nationalistisch, christlich-demokratisch, maoistisch | Automatische Schusswaffe(n)               | Kubanische Militäreinheit | 50   | 0         | Bürgerkrieg in Angola         |
| 13. Februar 1983 | Angola           | Anschlag in Benguela                                 | UNITA            | konservativ, angolanisch-nationalistisch, christlich-demokratisch, maoistisch | Automatische Schusswaffe(n)               | Kubanischer Militärkonvoi | 57   | 0         | Bürgerkrieg in Angola         |
| 14. Februar 1983 | El Salvador      | Anschlag in La Paz                                   | FMLN             | marxistisch-leninistisch                                                      | Automatische Schusswaffe(n)               | Militäreinheit            | 41   | 0         | Salvadorianischer Bürgerkrieg |
| 17. Februar 1983 | Nicaragua        | Anschlag in Región Autónoma de la Costa Caribe Norte | Contras          |                                                                               | Automatische Schusswaffe(n)               | Militäreinheit            | 30   | 0         | Contra-Krieg                  |
| 17. Februar 1983 | Nicaragua        | Anschlag in Madriz                                   | Contras          |                                                                               | Automatische Schusswaffe(n)               | Militäreinheit            | 25   | 0         | Contra-Krieg                  |
| 18. Februar 1983 | Südafrika        | Anschlag in Bloemfontein                             |                  |                                                                               | Sprengstoff                               | Regierungsgebäude         | 1    | 75        |                               |
| 18. Februar 1983 | El Salvador      | Anschlag in Morazán                                  | FMLN             | marxistisch-leninistisch                                                      | Automatische Schusswaffe(n)               | Militäreinheit            | 31   | 5         | Salvadorianischer Bürgerkrieg |
| 18. Februar 1983 | Indien           | Massaker von Nellie                                  | Assam-Bewegung   | nationalistisch                                                               | Speere, Hiebwaffen, Knüppel, Schusswaffen | Bengalische Muslime       | 2191 |           | Assam-Bewegung                |
| 20. Februar 1983 | Nicaragua        | Anschlag in Madriz                                   | Contras          |                                                                               | Automatische Schusswaffe(n)               | Militäreinheit            | 25   | 0         | Contra-Krieg                  |
| 20. Februar 1983 | Peru             | Anschlag in Ayacucho                                 | Leuchtender Pfad | marxistisch-leninistisch-maoistisch                                           | Automatische Schusswaffe(n)               | Polizisten                | 60   |           | Bewaffneter Konflikt in Peru  |
| 20. Februar 1983 | Peru             | Anschlag in Ayacucho                                 | Leuchtender Pfad | marxistisch-leninistisch-maoistisch                                           | Automatische Schusswaffe(n)               | Dorf                      | 50   |           | Bewaffneter Konflikt in Peru  |
| 21. Februar 1983 | El Salvador      | Anschlag in Chalatenango                             | FMLN             | marxistisch-leninistisch                                                      | Automatische Schusswaffe(n)               | Militäreinheit            | 30   | 0         | Salvadorianischer Bürgerkrieg |
| 26. Februar 1983 | Peru             | Anschlag in Ayacucho                                 | Leuchtender Pfad | marxistisch-leninistisch-maoistisch                                           | Automatische Schusswaffe(n)               | Militäreinheit            | 62   |           | Bewaffneter Konflikt in Peru  |

## März
| Datum/Beginn  | Betroffenes Land | Anschlag                                           | Täter | Politische Ausrichtung   | Mittel                      | Ziel                        | Tote | Verletzte | Hintergrund                   |
| ------------- | ---------------- | -------------------------------------------------- | ----- | ------------------------ | --------------------------- | --------------------------- | ---- | --------- | ----------------------------- |
| 15. März 1983 | El Salvador      | Anschlag in Cuscatlán                              | FMLN  | marxistisch-leninistisch | Automatische Schusswaffe(n) | Militäreinheit              | 21   | 0         | Salvadorianischer Bürgerkrieg |
| 22. März 1983 | Nicaragua        | Anschlag in Región Autónoma de la Costa Caribe Sur | FDN   |                          | Automatische Schusswaffe(n) | Militäreinheit              | 46   | 0         | Contra-Krieg                  |
| 22. März 1983 | Nicaragua        | Anschlag in Río San Juan                           | FDN   |                          | Automatische Schusswaffe(n) | Militäreinheit              | 23   | 0         | Contra-Krieg                  |
| 27. März 1983 | Lesotho          | Anschlag in Leribe                                 |       |                          | Schusswaffen, Granaten      | Römisch-katholische Mission | 1    | 1         |                               |

## April
| Datum/Beginn   | Betroffenes Land | Anschlag                                           | Täter                             | Politische Ausrichtung                                         | Mittel                                                  | Ziel           | Tote    | Verletzte | Hintergrund                   |
| -------------- | ---------------- | -------------------------------------------------- | --------------------------------- | -------------------------------------------------------------- | ------------------------------------------------------- | -------------- | ------- | --------- | ----------------------------- |
| 02. April 1983 | Nicaragua        | Anschlag in Región Autónoma de la Costa Caribe Sur | FDN                               |                                                                | Automatische Schusswaffe(n)                             | Militäreinheit | 23      | 0         | Contra-Krieg                  |
| 03. April 1983 | Nicaragua        | Anschlag in Chontales                              | FDN                               |                                                                | Automatische Schusswaffe(n)                             | Militärposten  | 41      | 0         | Contra-Krieg                  |
| 03. April 1983 | Peru             | Anschlag in Ayacucho                               | Leuchtender Pfad                  | marxistisch-leninistisch-maoistisch                            | Automatische Schusswaffe(n)                             | Dorf           | 45      | 0         | Bewaffneter Konflikt in Peru  |
| 08. April 1983 | Nicaragua        | Anschlag in Matagalpa                              | FDN                               |                                                                | Automatische Schusswaffe(n)                             | Militäreinheit | 75      | 0         | Contra-Krieg                  |
| 15. April 1983 | El Salvador      | Anschlag in Usulután                               | FMLN                              | marxistisch-leninistisch                                       | Automatische Schusswaffe(n)                             | Stadt          | 40      | 0         | Salvadorianischer Bürgerkrieg |
| 17. April 1983 | Nicaragua        | Anschlag in Madriz                                 | FDN                               |                                                                | Automatische Schusswaffe(n)                             | Militäreinheit | 56      | 0         | Contra-Krieg                  |
| 18. April 1983 | Libanon          | Anschlag in Beirut                                 | Islamischer Dschihad in Palästina | palästinensisch-nationalistisch, islamistisch, antizionistisch | Selbstmordattentäter mit Autobombe                      | US-Botschaft   | 63 (+1) | 120       | Libanesischer Bürgerkrieg     |
| 18. April 1983 | Nicaragua        | Anschlag in Ocotal                                 | FDN                               |                                                                | Automatische Schusswaffe(n)                             | Stadt          | 120     | 0         | Contra-Krieg                  |
| 29. April 1983 | El Salvador      | Anschlag in La Unión                               | FMLN                              | marxistisch-leninistisch                                       | Automatische Schusswaffe(n), Sprengstoff, Brandstiftung | Dorf           | 58      | 0         | Salvadorianischer Bürgerkrieg |
| 29. April 1983 | El Salvador      | Anschlag in La Unión                               | FMLN                              | marxistisch-leninistisch                                       | Automatische Schusswaffe(n), Sprengstoff                | Brücke         | 50      | 0         | Salvadorianischer Bürgerkrieg |

## Mai
| Datum/Beginn | Betroffenes Land       | Anschlag                  | Täter             | Politische Ausrichtung                             | Mittel                      | Ziel                                      | Tote | Verletzte | Hintergrund                   |
| ------------ | ---------------------- | ------------------------- | ----------------- | -------------------------------------------------- | --------------------------- | ----------------------------------------- | ---- | --------- | ----------------------------- |
| 02. Mai 1983 | El Salvador            | Anschlag in San Salvador  | FMLN              | marxistisch-leninistisch                           | Automatische Schusswaffe(n) | Militäreinheit                            | 28   | 0         | Salvadorianischer Bürgerkrieg |
| 02. Mai 1983 | Nicaragua              | Anschlag in Estelí        | FDN               |                                                    | Automatische Schusswaffe(n) | Militärfahrzeug                           | 25   | 0         | Contra-Krieg                  |
| 05. Mai 1983 | Nicaragua              | Anschlag in Nueva Segovia | FDN               |                                                    | Automatische Schusswaffe(n) | Militärposten                             | 20   | 0         | Contra-Krieg                  |
| 06. Mai 1983 | Nicaragua              | Anschlag in Chinandega    | ARDE              |                                                    | Automatische Schusswaffe(n) | Militäreinheit                            | 22   | 0         | Contra-Krieg                  |
| 07. Mai 1983 | Nicaragua              | Anschlag in Chinandega    | FDN               |                                                    | Rakete                      | Militärkonvoi                             | 100  | 0         | Contra-Krieg                  |
| 08. Mai 1983 | El Salvador            | Anschlag in Cabanas       | FMLN              | marxistisch-leninistisch                           | Automatische Schusswaffe(n) | Stadt                                     | 120  | 0         | Salvadorianischer Bürgerkrieg |
| 11. Mai 1983 | El Salvador            | Anschlag in Cabanas       | FMLN              | marxistisch-leninistisch                           | Automatische Schusswaffe(n) | Militäreinheit                            | 102  | 0         | Salvadorianischer Bürgerkrieg |
| 12. Mai 1983 | Nicaragua              | Anschlag in Río San Juan  | ARDE              |                                                    | Automatische Schusswaffe(n) | Militäreinheit                            | 25   |           | Contra-Krieg                  |
| 14. Mai 1983 | Italien                | Anschlag in Mailand       | Gruppe Ludwig     | rechtsextremistisch, katholisch-fundamentalistisch | Benzin                      | Erotik-Kino, Zivilisten                   | 6    |           |                               |
| 20. Mai 1983 | Südafrika              | Anschlag in Pretoria      | Umkhonto we Sizwe |                                                    | Autobombe                   | Hauptquartier der South African Air Force | 19   | 217       | Apartheid                     |
| 21. Mai 1983 | Peru                   | Anschlag in Cajamarca     | Leuchtender Pfad  | marxistisch-leninistisch-maoistisch                | Automatische Schusswaffe(n) | Militäreinheit                            | 20   | 0         | Bewaffneter Konflikt in Peru  |
| 22. Mai 1983 | Peru                   | Anschlag in Ayacucho      | Leuchtender Pfad  | marxistisch-leninistisch-maoistisch                | Automatische Schusswaffe(n) | Regierungsgebäude                         | 51   | 0         | Bewaffneter Konflikt in Peru  |
| 22. Mai 1983 | Peru                   | Anschlag in Ayacucho      | Leuchtender Pfad  | marxistisch-leninistisch-maoistisch                | Automatische Schusswaffe(n) | Militäreinheit                            | 41   | 0         | Bewaffneter Konflikt in Peru  |
| 23. Mai 1983 | Peru                   | Anschlag in Ayacucho      | Leuchtender Pfad  | marxistisch-leninistisch-maoistisch                | Automatische Schusswaffe(n) | Dorf                                      | 79   | 2         | Bewaffneter Konflikt in Peru  |
| 24. Mai 1983 | Vereinigtes Königreich | Anschlag in Belfast       | IRA               | autonomistisch, irisch-republikanisch, katholisch  | Sprengstoff, Autobombe      | Polizeistation                            | 0    | 15        | Nordirlandkonflikt            |

## Juni
| Datum/Beginn  | Betroffenes Land | Anschlag                  | Täter            | Politische Ausrichtung                                                        | Mittel                                   | Ziel                               | Tote | Verletzte | Hintergrund                   |
| ------------- | ---------------- | ------------------------- | ---------------- | ----------------------------------------------------------------------------- | ---------------------------------------- | ---------------------------------- | ---- | --------- | ----------------------------- |
| 04. Juni 1983 | Peru             | Anschlag in Ayacucho      | Leuchtender Pfad | marxistisch-leninistisch-maoistisch                                           |                                          | Bauern                             | 26   | 0         | Bewaffneter Konflikt in Peru  |
| 05. Juni 1983 | Angola           | Anschlag in Huambo        | UNITA            | konservativ, angolanisch-nationalistisch, christlich-demokratisch, maoistisch | Automatische Schusswaffe(n), Sprengstoff | Kraftwerk                          | 37   | 0         | Bürgerkrieg in Angola         |
| 05. Juni 1983 | El Salvador      | Anschlag in Cuscatlán     | FMLN             | marxistisch-leninistisch                                                      | Automatische Schusswaffe(n)              | Dorf                               | 32   | 18        | Salvadorianischer Bürgerkrieg |
| 05. Juni 1983 | El Salvador      | Anschlag in Cuscatlán     | FMLN             | marxistisch-leninistisch                                                      | Automatische Schusswaffe(n)              | Dorf                               | 22   | 0         | Salvadorianischer Bürgerkrieg |
| 16. Juni 1983 | Libanon          | Anschlag in Tripoli       |                  |                                                                               | Schusswaffe(n)                           | Restaurants, Geschäfte, Zivilisten | 16   | 20        | Libanesischer Bürgerkrieg     |
| 16. Juni 1983 | Türkei           | Anschlag in Istanbul      | Asala            | marxistisch-leninistisch                                                      | Sprengstoff                              | Markt                              | 2    | 21        |                               |
| 17. Juni 1983 | Nicaragua        | Anschlag in Nueva Segovia | FDN              |                                                                               | Automatische Schusswaffe(n)              | Militäreinheit                     | 27   |           | Contra-Krieg                  |
| 21. Juni 1983 | El Salvador      | Anschlag in San Miguel    | FMLN             | marxistisch-leninistisch                                                      | Automatische Schusswaffe(n)              | Militäreinheit                     | 40   | 0         | Salvadorianischer Bürgerkrieg |
| 22. Juni 1983 | El Salvador      | Anschlag in Suchitoto     | FMLN             | marxistisch-leninistisch                                                      | Schusswaffe(n), Sprengstoff              | Brücke                             | 25   | 0         | Salvadorianischer Bürgerkrieg |
| 24. Juni 1983 | Nicaragua        | Anschlag in Nueva Segovia | FDN              |                                                                               | Automatische Schusswaffe(n)              | Militäreinheit                     | 52   |           | Contra-Krieg                  |
| 26. Juni 1983 | Lesotho          | Anschlag in Quthing       | Guerillas        |                                                                               | Schusswaffen, Brandstiftung              | Dorf                               | 3    | 7         |                               |
| 27. Juni 1983 | Guatemala        | Anschlag in Quiché        | FAR              | marxistisch-leninistisch                                                      | Automatische Schusswaffe(n)              | Militäreinheit                     | 24   | 0         | Guatemaltekischer Bürgerkrieg |

## Juli
| Datum/Beginn  | Betroffenes Land | Anschlag                | Täter                              | Politische Ausrichtung                                                        | Mittel                                   | Ziel              | Tote | Verletzte | Hintergrund                   |
| ------------- | ---------------- | ----------------------- | ---------------------------------- | ----------------------------------------------------------------------------- | ---------------------------------------- | ----------------- | ---- | --------- | ----------------------------- |
| 06. Juli 1983 | Lesotho          | Anschlag in Butha-Buthe | vermutlich Lesotho Liberation Army |                                                                               | Sprengstoff                              | Gebäude           | 5    | 0         |                               |
| 07. Juli 1983 | El Salvador      | Anschlag in Usulután    | FMLN                               | marxistisch-leninistisch                                                      | Automatische Schusswaffe(n)              | Dorf              | 24   | 0         | Salvadorianischer Bürgerkrieg |
| 11. Juli 1983 | Peru             | Anschlag in Lima        | Leuchtender Pfad                   | marxistisch-leninistisch-maoistisch                                           | Automatische Schusswaffe(n), Sprengstoff | Regierungsgebäude | 2    | 40        | Bewaffneter Konflikt in Peru  |
| 15. Juli 1983 | Frankreich       | Anschlag in Paris       | Asala                              | marxistisch-leninistisch                                                      | Kofferbombe                              | Flughafen         | 8    | 55        |                               |
| 17. Juli 1983 | Nicaragua        | Anschlag in Jinotega    | FDN                                |                                                                               | Automatische Schusswaffe(n)              | Militäreinheit    | 31   |           | Contra-Krieg                  |
| 23. Juli 1983 | Angola           | Anschlag in Malanje     | UNITA                              | konservativ, angolanisch-nationalistisch, christlich-demokratisch, maoistisch | Automatische Schusswaffe(n)              | Stadt             | 58   | 0         | Bürgerkrieg in Angola         |
| 25. Juli 1983 | Nicaragua        | Anschlag in Zelaya      | ARDE                               |                                                                               | Automatische Schusswaffe(n)              | Militäreinheit    | 48   | 12        | Contra-Krieg                  |
| 26. Juli 1983 | Angola           | Anschlag in Benguela    | UNITA                              | konservativ, angolanisch-nationalistisch, christlich-demokratisch, maoistisch | Landmine(n)                              | Passagierzüge     | 77   | 319       | Bürgerkrieg in Angola         |

## August
| Datum/Beginn    | Betroffenes Land | Anschlag                  | Täter                                                          | Politische Ausrichtung              | Mittel                      | Ziel                   | Tote | Verletzte | Hintergrund                   |
| --------------- | ---------------- | ------------------------- | -------------------------------------------------------------- | ----------------------------------- | --------------------------- | ---------------------- | ---- | --------- | ----------------------------- |
| 01. August 1983 | Peru             | Anschlag in Ayacucho      | Leuchtender Pfad                                               | marxistisch-leninistisch-maoistisch | Automatische Schusswaffe(n) | Militäreinheit         | 42   | 24        | Bewaffneter Konflikt in Peru  |
| 03. August 1983 | Nicaragua        | Anschlag in Río San Juan  | ARDE                                                           |                                     | Automatische Schusswaffe(n) | Militäreinheit         | 28   | 11        | Contra-Krieg                  |
| 05. August 1983 | Libanon          | Anschlag in Tripoli       |                                                                |                                     | Autobombe                   | Moschee                | 24   | 50        | Libanesischer Bürgerkrieg     |
| 07. August 1983 | Libanon          | Anschlag in Baalbek       | vermutlich Front for the Liberation of Lebanon from Foreigners |                                     | Autobombe                   | Markt                  | 35   | 133       | Libanesischer Bürgerkrieg     |
| 07. August 1983 | El Salvador      | Anschlag in Usulután      | FMLN                                                           | marxistisch-leninistisch            | Automatische Schusswaffe(n) | Militäreinheit         | 25   | 0         | Salvadorianischer Bürgerkrieg |
| 10. August 1983 | El Salvador      | Anschlag in La Libertad   | FMLN                                                           | marxistisch-leninistisch            | Automatische Schusswaffe(n) | Militäreinheit         | 11   | 23        | Salvadorianischer Bürgerkrieg |
| 15. August 1983 | Nicaragua        | Anschlag in Jinotega      | FDN                                                            |                                     | Automatische Schusswaffe(n) | Militäreinheit         | 26   | 1         | Contra-Krieg                  |
| 22. August 1983 | El Salvador      | Anschlag in San Vicente   | FMLN                                                           | marxistisch-leninistisch            | Automatische Schusswaffe(n) | Militäreinheit         | 31   | 0         | Salvadorianischer Bürgerkrieg |
| 22. August 1983 | Nicaragua        | Anschlag in Matagalpa     | FDN                                                            |                                     | Automatische Schusswaffe(n) | Militäreinheit         | 30   |           | Contra-Krieg                  |
| 22. August 1983 | Nicaragua        | Anschlag in Jinotega      | FDN                                                            |                                     | Automatische Schusswaffe(n) | Militäreinheit         | 50   |           | Contra-Krieg                  |
| 25. August 1983 | Nicaragua        | Anschlag in Nueva Segovia | FDN                                                            |                                     | Automatische Schusswaffe(n) |                        | 23   |           | Contra-Krieg                  |
| 25. August 1983 | Deutschland      | Anschlag in West-Berlin   | Asala                                                          | marxistisch-leninistisch            | Sprengsatz                  | Französisches Konsulat | 2    | 25        |                               |

## September
| Datum/Beginn       | Betroffenes Land             | Anschlag                                           | Täter                  | Politische Ausrichtung              | Mittel                      | Ziel              | Tote | Verletzte | Hintergrund                           |
| ------------------ | ---------------------------- | -------------------------------------------------- | ---------------------- | ----------------------------------- | --------------------------- | ----------------- | ---- | --------- | ------------------------------------- |
| 04. September 1983 | El Salvador                  | Anschlag in San Miguel                             | FMLN                   | marxistisch-leninistisch            | Automatische Schusswaffe(n) | Stadt             | 30   | 48        | Salvadorianischer Bürgerkrieg         |
| 04. September 1983 | Nicaragua                    | Anschlag in Río San Juan                           | ARDE                   |                                     | Automatische Schusswaffe(n) | Militäreinheit    | 30   |           | Contra-Krieg                          |
| 05. September 1983 | Peru                         | Anschlag in San Martín                             | Leuchtender Pfad       | marxistisch-leninistisch-maoistisch | Automatische Schusswaffe(n) | Militäreinheit    | 40   | 0         | Bewaffneter Konflikt in Peru          |
| 08. September 1983 | El Salvador                  | Anschlag in Usulután                               | FMLN                   | marxistisch-leninistisch            | Automatische Schusswaffe(n) | Militär           | 4    | 30        | Salvadorianischer Bürgerkrieg         |
| 09. September 1983 | Guatemala                    | Anschlag in Quiché                                 |                        |                                     | Automatische Schusswaffe(n) | Militäreinheit    | 28   | 0         | Guatemaltekischer Bürgerkrieg         |
| 13. September 1983 | Nicaragua                    | Anschlag in Región Autónoma de la Costa Caribe Sur | FDN                    |                                     | Automatische Schusswaffe(n) | Militärkonvoi     | 27   |           | Contra-Krieg                          |
| 13. September 1983 | Nicaragua                    | Anschlag in Jinotega                               | FDN                    |                                     | Automatische Schusswaffe(n) | Militäreinheit    | 30   |           | Contra-Krieg                          |
| 14. September 1983 | El Salvador                  | Anschlag in Usulután                               | FMLN                   | marxistisch-leninistisch            | Automatische Schusswaffe(n) | Militäreinheit    | 38   | 0         | Salvadorianischer Bürgerkrieg         |
| 16. September 1983 | Nicaragua                    | Anschlag in Jinotega                               | FDN                    |                                     | Automatische Schusswaffe(n) | Militärposten     | 15   | 20        | Contra-Krieg                          |
| 18. September 1983 | El Salvador                  | Anschlag in San Miguel                             | FMLN                   | marxistisch-leninistisch            | Automatische Schusswaffe(n) | Militäreinheit    | 49   | 0         | Salvadorianischer Bürgerkrieg         |
| 23. September 1983 | Vereinigte Arabische Emirate | Gulf-Air-Flug 771                                  | Abu-Nidal-Organisation | autonomistisch-palästinensisch      | Sprengsatz                  | Flugzeug          | 112  | 0         | Israelisch-Palästinensischer Konflikt |
| 27. September 1983 | Peru                         | Anschlag in Ayacucho                               | Leuchtender Pfad       | marxistisch-leninistisch-maoistisch | Automatische Schusswaffe(n) | Sicherheitskräfte | 22   | 0         | Bewaffneter Konflikt in Peru          |
| 30. September 1983 | Frankreich                   | Anschlag in Marseille                              |                        |                                     | Sprengstoff                 | Messe             | 1    | 26        |                                       |

## Oktober
| Datum/Beginn     | Betroffenes Land | Anschlag                 | Täter            | Politische Ausrichtung                                                                       | Mittel                                   | Ziel                 | Tote     | Verletzte | Hintergrund                   |
| ---------------- | ---------------- | ------------------------ | ---------------- | -------------------------------------------------------------------------------------------- | ---------------------------------------- | -------------------- | -------- | --------- | ----------------------------- |
| 03. Oktober 1983 | Guatemala        | Anschlag in Quiché       |                  |                                                                                              | Automatische Schusswaffe(n)              | Militäreinheit       | 23       | 0         | Guatemaltekischer Bürgerkrieg |
| 05. Oktober 1983 | El Salvador      | Anschlag in San Vicente  | FMLN             | marxistisch-leninistisch                                                                     | Automatische Schusswaffe(n)              | Militäreinheit       | 165      | 15        | Salvadorianischer Bürgerkrieg |
| 09. Oktober 1983 | Myanmar          | Anschlag in Rangun       |                  |                                                                                              | Sprengstoff                              | Schrein              | 20 (+1)  | 50        |                               |
| 12. Oktober 1983 | Nicaragua        | Anschlag in Río San Juan | ARDE             |                                                                                              | Automatische Schusswaffe(n)              | Militär-Lkw          | 44       | 11        | Contra-Krieg                  |
| 13. Oktober 1983 | Indien           | Anschlag in Delhi        |                  |                                                                                              | Sprengstoff                              | Kino(s)              | 8        | 48        |                               |
| 15. Oktober 1983 | Indien           | Anschlag in Chandigarh   |                  |                                                                                              | Granate(n)                               | Versammlung          | 3        | 24        |                               |
| 15. Oktober 1983 | Guatemala        | Anschlag in Quiché       |                  |                                                                                              | Automatische Schusswaffe(n)              | Militäreinheit       | 50       | 0         | Guatemaltekischer Bürgerkrieg |
| 16. Oktober 1983 | Peru             | Anschlag in Ayacucho     | Leuchtender Pfad | marxistisch-leninistisch-maoistisch                                                          | Automatische Schusswaffe(n)              | Militäreinheit       | 30       | 0         | Bewaffneter Konflikt in Peru  |
| 19. Oktober 1983 | Nicaragua        | Anschlag in Jinotega     | FDN              |                                                                                              | Automatische Schusswaffe(n)              | Dorf                 | 40       | 0         | Contra-Krieg                  |
| 20. Oktober 1983 | Peru             | Anschlag in Ayacucho     | Leuchtender Pfad | marxistisch-leninistisch-maoistisch                                                          | Automatische Schusswaffe(n), Sprengstoff | Dorf                 | 10       | 20        | Bewaffneter Konflikt in Peru  |
| 23. Oktober 1983 | Libanon USA      | Anschlag in Beirut       | Hisbollah        | islamisch-nationalistisch, antizionistisch, antiimperialistisch, antiwestlich, antisemitisch | 2 Selbstmordattentäter mit Autobomben    | US-Militärstützpunkt | 305 (+2) | 75        | Libanesischer Bürgerkrieg     |
| 28. Oktober 1983 | Nicaragua        | Anschlag in Estelí       | FDN              |                                                                                              | Automatische Schusswaffe(n)              | Militäreinheit       | 45       | 30        | Contra-Krieg                  |
| 30. Oktober 1983 | Peru             | Anschlag in Huancavelica | Leuchtender Pfad | marxistisch-leninistisch-maoistisch                                                          | Schusswaffe(n)                           | Polizeistation       | 20       | 0         | Bewaffneter Konflikt in Peru  |

## November
| Datum/Beginn      | Betroffenes Land       | Anschlag                                           | Täter                        | Politische Ausrichtung                                                                       | Mittel                                   | Ziel                      | Tote | Verletzte | Hintergrund                   |
| ----------------- | ---------------------- | -------------------------------------------------- | ---------------------------- | -------------------------------------------------------------------------------------------- | ---------------------------------------- | ------------------------- | ---- | --------- | ----------------------------- |
| 01. November 1983 | Vereinigtes Königreich | Anschlag in Belfast                                | IRA                          | autonomistisch, irisch-republikanisch, katholisch                                            | Sprengstoff                              | Fachhochschule            | 2    | 33        | Nordirlandkonflikt            |
| 04. November 1983 | Libanon Israel         | Anschlag in Tyros                                  | Hisbollah                    | islamisch-nationalistisch, antizionistisch, antiimperialistisch, antiwestlich, antisemitisch | Selbstmordattentäter mit Autobombe       | Militärstützpunkt         | 89+  | 55        | Libanesischer Bürgerkrieg     |
| 07. November 1983 | Indien                 | Anschlag in Assam                                  | Anti-Immigranten-Extremisten | xenophob                                                                                     | Sprengstoff                              | Bahnhof                   | 14   | 60        |                               |
| 10. November 1983 | Nicaragua              | Anschlag in Nueva Segovia                          | FDN                          |                                                                                              | Automatische Schusswaffe(n)              | Militäreinheit            | 25   |           | Contra-Krieg                  |
| 11. November 1983 | Nicaragua              | Anschlag in Región Autónoma de la Costa Caribe Sur | ARDE                         |                                                                                              | Automatische Schusswaffe(n)              | Militär-Lkw               | 25   |           | Contra-Krieg                  |
| 14. November 1983 | Peru                   | Anschlag in Ayacucho                               | Leuchtender Pfad             | marxistisch-leninistisch-maoistisch                                                          | Schusswaffe(n)                           |                           | 34   | 0         | Bewaffneter Konflikt in Peru  |
| 14. November 1983 | Guadeloupe             | Anschlag in Pointe-à-Pitre                         | ARC                          | autonomistisch                                                                               | Sprengstoff                              | Regierungsgebäude         | 0    | 20        |                               |
| 15. November 1983 | El Salvador            | Anschlag in Morazán                                | FMLN                         | marxistisch-leninistisch                                                                     | Automatische Schusswaffe(n)              | Militäreinheit            | 22   | 0         | Salvadorianischer Bürgerkrieg |
| 15. November 1983 | Peru                   | Anschlag in Cusco                                  | Leuchtender Pfad             | marxistisch-leninistisch-maoistisch                                                          | Automatische Schusswaffe(n)              | Militäreinheit            | 20   | 0         | Bewaffneter Konflikt in Peru  |
| 17. November 1983 | El Salvador            | Anschlag in Usulután                               | FMLN                         | marxistisch-leninistisch                                                                     | Automatische Schusswaffe(n)              | Militäreinheit            | 40   | 0         | Salvadorianischer Bürgerkrieg |
| 17. November 1983 | Nicaragua              | Anschlag in Chinandega                             | FDN                          |                                                                                              | Automatische Schusswaffe(n), Sprengstoff | Militärgelände, Fahrzeuge | 108  | 68        | Contra-Krieg                  |
| 18. November 1983 | Nicaragua              | Anschlag in Rivas                                  | ARDE                         |                                                                                              | Automatische Schusswaffe(n), Raketen     | Dorf                      | 8    | 20        | Contra-Krieg                  |
| 19. November 1983 | Frankreich             | Anschlag in Paris                                  |                              |                                                                                              | Sprengstoff                              | Jüdisches Restaurant      | 0    | 30        |                               |

## Dezember
| Datum/Beginn      | Betroffenes Land       | Anschlag                                           | Täter            | Politische Ausrichtung                          | Mittel                                             | Ziel                               | Tote | Verletzte | Hintergrund                           |
| ----------------- | ---------------------- | -------------------------------------------------- | ---------------- | ----------------------------------------------- | -------------------------------------------------- | ---------------------------------- | ---- | --------- | ------------------------------------- |
| 05. Dezember 1983 | Libanon                | Anschlag in Beirut                                 |                  |                                                 | Autobombe                                          | Garage, Lackverdünnergeschäft      | 16   | 100       | Libanesischer Bürgerkrieg             |
| 06. Dezember 1983 | Israel                 | Anschlag in Jerusalem                              | vermutlich PLO   | autonomistisch, palästinensisch-nationalistisch | Sprengstoff                                        | Bus                                | 5    | 42        | Israelisch-Palästinensischer Konflikt |
| 09. Dezember 1983 | Nicaragua              | Anschlag in Río San Juan                           | ARDE             |                                                 | Automatische Schusswaffe(n)                        | Militäreinheit                     | 35   |           | Contra-Krieg                          |
| 09. Dezember 1983 | Peru                   | Anschlag in Junín                                  | Leuchtender Pfad | marxistisch-leninistisch-maoistisch             | Automatische Schusswaffe(n)                        | Militäreinheit                     | 25   | 0         | Bewaffneter Konflikt in Peru          |
| 09. Dezember 1983 | Peru                   | Anschlag in Ayacucho                               | Leuchtender Pfad | marxistisch-leninistisch-maoistisch             | Automatische Schusswaffe(n)                        | Militäreinheit                     | 35   | 0         | Bewaffneter Konflikt in Peru          |
| 10. Dezember 1983 | Vereinigtes Königreich | Anschlag in London                                 | PIRA             | autonomistisch, irisch-katholisch               | Sprengsatz                                         | Royal Artillery Barracks           | 0    | 5         | Nordirlandkonflikt                    |
| 12. Dezember 1983 | Guatemala              | Anschlag in San Marcos                             |                  |                                                 | Landmine                                           | Militäreinheit                     | 0    | 40        | Guatemaltekischer Bürgerkrieg         |
| 13. Dezember 1983 | Guatemala              | Anschlag in La Libertad                            | FAR              | marxistisch-leninistisch                        | Automatische Schusswaffe(n), Sprengsätze, Landmine | Militäreinheit                     | 30   | 14        | Guatemaltekischer Bürgerkrieg         |
| 15. Dezember 1983 | Peru                   | Anschlag in Huancavelica                           | Leuchtender Pfad | marxistisch-leninistisch-maoistisch             | Automatische Schusswaffe(n)                        | Militäreinheit                     | 20   | 0         | Bewaffneter Konflikt in Peru          |
| 15. Dezember 1983 | Peru                   | Anschlag in Huancavelica                           | Leuchtender Pfad | marxistisch-leninistisch-maoistisch             | Automatische Schusswaffe(n)                        | Militäreinheit                     | 60   | 0         | Bewaffneter Konflikt in Peru          |
| 17. Dezember 1983 | Vereinigtes Königreich | Anschlag in London                                 | PIRA             | autonomistisch, irisch-katholisch               | Autobombe                                          | Kaufhaus                           | 6    | 90        | Nordirlandkonflikt                    |
| 20. Dezember 1983 | Nicaragua              | Anschlag in Nueva Segovia                          | FDN              |                                                 | Automatische Schusswaffe(n)                        | Landwirtschaftliche Genossenschaft | 47   |           | Contra-Krieg                          |
| 21. Dezember 1983 | Libanon                | Anschlag in Beirut                                 | Black Hand       |                                                 | Autobombe                                          | Französischer Militärposten        | 15   | 28        | Libanesischer Bürgerkrieg             |
| 23. Dezember 1983 | Nicaragua              | Anschlag in Región Autónoma de la Costa Caribe Sur | ARDE             |                                                 | Automatische Schusswaffe(n)                        | Militäreinheit                     | 54   |           | Contra-Krieg                          |
| 31. Dezember 1983 | Frankreich             | Anschlag in Marseille                              | Marxisten        | marxistisch                                     | Sprengstoff                                        | Bahnhof                            | 2    | 34        |                                       |